# Ventura Salimbeni

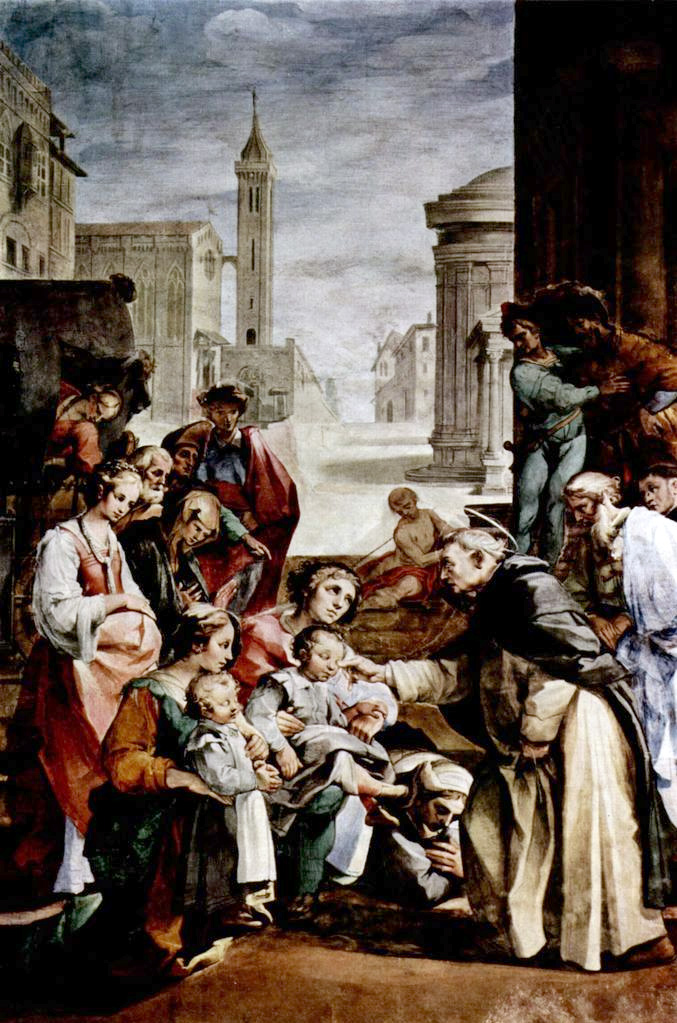
Św. Jacek Odrowąż uzdrawia niewidomych bliźniaków (1590-1610)

Ventura Salimbeni (ur. 1568 w Sienie, zm. w 1613 tamże) – włoski malarz i rysownik okresu manieryzmu.
Prawdopodobnie uczył się u swojego ojca Arcangela. W l. 1585-95 działał w Rzymie, gdzie realizował m.in. zamówienia papieży. Po powrocie do Sieny wykonał dekoracje dla Bractwa Świętej Trójcy. Jako malarz fresków otrzymywał zlecenia z wielu miast włoskich (Asyż, Florencja, Piza, Lukka, Genua). Malował też obrazy o tematyce świeckiej. Pozostawał pod wpływem Federica Barocciego.

## Dzieła
- Autoportret – Florencja, Uffizi
- Święta Rodzina – Florencja, Galleria Palatina
- Zwiastowanie (ok. 1605) – Budapeszt, Muzeum Sztuk Pięknych